# Cnemidophorus leachei
Cnemidophorus leachei är en ödleart som beskrevs av  Mario Giacinto Peracca 1897. Cnemidophorus leachei ingår i släktet Cnemidophorus och familjen tejuödlor. Inga underarter finns listade i Catalogue of Life.